# Achille Bergevin
Pour les articles homonymes, voir Bergevin.
Achille Bergevin (3 mars 1870 à Salaberry-de-Valleyfield - 16 avril 1933 à Montréal) a été député de la circonscription québécoise de Beauharnois de 1900 à 1908 et de 1919 à 1923. Entre ses deux mandats, il a siégé au Conseil législatif du Québec. Il a toutefois dû démissionner en raison de son implication dans un scandale de corruption, connu comme étant l'affaire Mousseau-Bérard-Bergevin.

## Biographie
Bergevin est né le 3 mars 1870 à Salaberry-de-Valleyfield. Il a fait sa carrière dans le mode de la finance avant de se faire élire aux élections provinciales pour le compte du Parti libéral en 1900. Il sera réélu pour un deuxième mandat en 1904. À l'élection de 1908, le conservateur Arthur Plante réussi à reprendre, par seulement 16 voix, le siège que Bergevin lui avait ravi à l'élection de 1900. En raison de sa défaite, le gouvernement Gouin le nomma au Conseil législatif en 1910. D'abord représentant de la division de Repentigny, il changea le 12 novembre 1913 pour celle de De Salaberry.
En janvier 1914, il fut mêlé à un scandale de corruption. Bergevin aurait accepté 300 $ de la part de faux promoteurs pour faire adopter par le Conseil législatif un projet de loi donnant des avantages particuliers à une compagnie. Ce scandale est mieux connu sous le nom d'affaire Mousseau-Bérard-Bergevin. Bergevin fut forcé de démissionner le 28 janvier 1914. Cela ne l'empêcha pas de se présenter à l'élection de 1919 dans la même circonscription qu'il représentait une décennie auparavant. Il fut défait en 1923 par la même personne qui l'avait défait en 1908, le conservateur Arthur Plante. Bergevin tenta de se présenter comme libéral indépendant à l'élection fédérale de 1926. Il fut là aussi défait.
Achille Bergevin est décédé à Montréal le 16 avril 1933.